# ويليام برنس
ويليام برنس (28 مارس 1868 في المملكة المتحدة - 1 يونيو 1948 في المملكة المتحدة)  (بالإنجليزية: William Prince) هو لاعب كريكت بريطاني (وحمل سابقاً جنسية المملكة المتحدة لبريطانيا العظمى وأيرلندا). لعب مع نادي مقاطعة ديربيشاير للكريكت ‏.